# Crédit Agricole FriulAdria
Crédit Agricole FriulAdria S.p.A., denominazione societaria dal 24 ottobre 2016 dell'ex Banca Popolare FriulAdria S.p.A. (già nota con la denominazione di FriulAdria S.p.A.) era un istituto bancario italiano attivo dal 1911, con sede nella città di Pordenone.
Crédit Agricole Friuladria era controllata, insieme a Crédit Agricole Carispezia, da Crédit Agricole Italia, divisione italiana del Gruppo francese Crédit Agricole.
Nel 2022 è stata fusa per incorporazione in Crédit Agricole Italia.

## Storia
Banca Popolare FriulAdria nasce il 15 ottobre 1911 con la denominazione sociale di Banca Cooperativa Popolare di Pordenone. La mutualità e il risparmio costituiscono, per statuto, gli obiettivi della neo-costituita banca, i cui membri sono tutti espressione del territorio locale. Ben 20 dei 51 soci fondatori sono infatti anche consiglieri comunali di Pordenone.
La prima Assemblea degli azionisti nomina alla presidenza il cavalier Antonio Polese, farmacista, già sindaco di Pordenone dal 1902 al 1903 ed esponente tra i più impegnati della borghesia cittadina. Il primo direttore è Italo Valerio, udinese, già procuratore della Banca Commerciale e vicedirettore della Banca Friulana di Gorizia.
Passata indenne attraverso le due guerre mondiali, negli anni '60 la Banca Cooperativa Popolare (da luglio 1966 solo “Popolare”) contribuisce al piccolo miracolo economico pordenonese all'interno del più generale “boom” dell'Italia post bellica.
Proprio in quegli anni inizia la fase espansiva che porta all'incorporazione di due banche locali (la Cassa Rurale di Valvasone nel 1963 e la Cassa Depositi e Prestiti San Giuseppe nel 1966) e all'espansione nell'intera provincia (i dipendenti passano infatti dai 12 del 1962 ai circa 300 dei primi anni ‘80).
Negli anni '70 l'Istituto è al centro dell'operazione che porta alla nascita di un Consorzio fra le nove banche popolari della regione, il quale - in virtù della capillarità della rete - contribuisce a razionalizzare ed ottimizzare i flussi finanziari, accelerando la ripresa dopo il sisma del 1976.
Nel 1983 la sede della banca pordenonese viene trasferita nel ristrutturato Palazzo Cossetti, dopo essere stata ospitata dal 1968 al 1982 nei locali della filiale di piazza XX Settembre.
Per effetto di successive aggregazioni (la Banca Cooperativa Operaia di Pordenone e la Banca Popolare di Tarcento nel 1990 e la Banca Popolare di Latisana nel 1995) e nuove aperture, nel breve volgere di un decennio, gli sportelli dell'Istituto passano dai 20 del 1989 ai 94 del 1998.
La Banca estende la propria sfera di influenza nel tessuto economico e finanziario della regione Friuli Venezia Giulia, intensificando l'operatività anche nel Veneto Orientale. La denominazione sociale si adegua al mutare dei tempi: nasce così il nome FriulAdria, risultato della contrazione delle parole Friulana e Adriatica, che indicano l'area di origine e la vocazione per il bacino adriatico, evocando nel contempo una naturale attenzione per il mercato della regione Alpe Adria.
Alle soglie del nuovo secolo, sfumata l'idea di aggregare tutte le “Popolari” della regione in un unico istituto, la Banca sceglie, dal 1º gennaio 1999, di entrare a far parte del Gruppo Intesa. Il 1º luglio 2000 vengono aggregati alla rete FriulAdria i 60 sportelli del Banco Ambrosiano Veneto presenti in Friuli Venezia Giulia.
FriulAdria viene così a rappresentare la più importante realtà bancaria ad azionariato diffuso della regione, con circa 14.000 soci, 191 filiali e (dati 2014) un'attività creditizia in grado di fungere da punto di riferimento per l'economia locale.

### Gruppo Crédit Agricole Italia
In seguito alla fusione tra Banca Intesa e Sanpaolo Imi, avvenuta a fine 2006, FriulAdria viene scelta insieme a Cariparma per dare vita a un nuovo Gruppo bancario nazionale. Il nuovo Gruppo, creato da Crédit Agricole con l'obiettivo di fare dell'Italia il primo mercato europeo fuori dai confini francesi, si costituisce il 1º marzo 2007 ed è guidato da Cariparma.

Il logo di FriulAdria usato fino al 2016

Il 1º aprile 2007 FriulAdria acquisisce 29 sportelli ceduti da Intesa Sanpaolo, incrementando significativamente la sua presenza in Veneto, presenza ulteriormente consolidata, negli anni seguenti, con l'apertura di diversi nuovi sportelli e con la successiva acquisizione, sempre dal Gruppo Intesa Sanpaolo, di ulteriori 15 filiali situate nelle province di Padova, Treviso e Vicenza (16 maggio 2011).
Ad aprile 2015 la Direzione Generale viene assunta dal dott. Roberto Ghisellini proveniente da Carispezia.
Dal 2018 il nuovo Direttore Generale è Carlo Piana.

## Sede e filiali
La Direzione Generale, nonché sede legale, della banca, che nel 2011 ha festeggiato il centenario della sua fondazione, si trovava a Pordenone, in Piazza XX Settembre 2.
Crédit Agricole FriulAdria era una banca inter-regionale operante in tutte le province del Friuli-Venezia Giulia e del Veneto e contava 201 punti vendita comprendenti 182 sportelli, 7 centri Private, 10 centri impresa e 2 aree corporate.

## Azionisti
- Crédit Agricole Italia S.p.A. (99,1%)